# 실라주

실라주

실라주(프랑스어: Région du Sila, 아랍어: منطقة سيلا)는 차드 남동부에 위치한 주로, 주도는 고즈베이다이며 2개 현(주루프알아마르현, 키미티현)을 관할한다. 2008년 와다이주에서 분리되어 신설되었다. 수단과 중앙아프리카공화국과 국경을 맞대고 있는 주이다.